# Junio Valverde
Junio Valverde (Madrid, 28 de mayo de 1990) es un actor español, conocido por su papel de Román Bravo en la serie de televisión Tierra de lobos.

## Filmografía

### Televisión
- Hospital Central, como Nicolás, un episodio: No tocar, peligro de muerte (2000). En otra temporada como Sergio, tres episodios: Entre la vida y la muerte, Amor de hermanos y Ciento doce (2004).
- Policías, en el corazón de la calle, un episodio: Todo ha llegado demasiado tarde (2001).
- Paraíso, personaje episódico (2003).
- Un lugar en el mundo, dos episodios: Dos estrellas y Temporada alta (2003).
- Mis adorables vecinos, personaje episódico (2004).
- Los recuerdos de Alicia, como Elías. TV movie (2005).
- Al filo de la ley, como Juanjo, un episodio: Para los amigos ausentes (2005).
- Génesis, en la mente del asesino, como Ángel Lagasca, un episodio: Pacto de sangre (2006).
- El comisario, como Óscar Pastor, un episodio: Cría cuervos (2006).
- U.C.O., como Jesús (2009).
- Tierra de lobos, como Román Bravo (2010-2014).
- El clavo de oro, como "El Chispas". TV movie (2015).
- Cuéntame cómo pasó, como "El Bala", un episodio: El último minuto de nuestra vida (2015)
- Amar es para siempre, como Guillermo Perona Casas (2015-2016)
- El gran salto, como Camello (2025)

### Largometrajes
- El espinazo del diablo, como Santi. Dir. Guillermo del Toro (2001).
- Vida y color, como Fede. Dir. Santiago Tabernero (2005).
- La semana que viene (sin falta), como Lucas. Dir. Josetxo San Mateo (2005).
- Eskalofrío, como Santi. Dir. Isidro Ortiz (2008).
- Fuera de carta, como Edu. Dir. Nacho G. Velilla (2008).
- Cruzando el límite, como Álex. Dir. Xavi Giménez (2010).
- Violet, como Álex. Dir. Luiso Berdejo (2013).

### Cortometrajes
- ...ya no puede caminar, como Pacheco. Dir. Luiso Berdejo (2001)
- No pasa nada, reparto. Dir. Luiso Berdejo (2001)
- El hijo de John Lennon, como Pablo. Dir. Federico Alba (2002)
- Esconde la mano, como Junio. Dir. Nicolás Méndez (2002)
- El hombre del saco, como Nemo. Dir. Miguel Ángel Vivas (2002)
- El viaje, como Luismi. Dir. Toni Bestard (2003)
- Siete, reparto. Dir. Arturo Ruiz (2004)
- Ratas, como Andrés. Dir. Javier Pulido (2004)
- El hombre que no mató a Liberty Vallance, reparto. Dir. Antonio de Prada (2005)
- Hikikomori, reparto. Dir. Iván Rivas (2006)
- For(r)est in the des(s)ert, como Andy. Dir. Luiso Berdejo (2006)
- El orden de las cosas, como Marquitos -18. Dir. César Esteban Alenda y José Esteban Alenda (2010)
- 17 de 7, como un joven. Dir. Silvestre García (2010)
- Joe Is Dead, como Calvin. Dir. Lucia Luben  (2014)
- Vert, reparto. Dir. Ana Corbi y Junio Valverde (2015)

### Teatro
- Sueño azul, tango blue. Dir. Makela Brizuela

## Premios y nominaciones
- Nominado Actor Revelación en los Premios Unión de Actores por Tierra de Lobos.
- Young Values Short Film Festival, Barcelona. 2010 .
- Screen International, febrero de 2009 (USA). New Talent - European Stars of Tomorrow.
- Horror Film Festival Philadelphia (USA), Bastards of Horror, octubre de 2008, Mejor Actor por Eskalofrío.
- Mejor actor en el Errie Festival de Estados Unidos. 2008.
- Premios Goya de la Academia de Cine Español, febrero de 2006. Propuesta de actor revelación, largometraje Vida y Color.
- VI Festival de Creación Visual- Mención especial por el papel protagonista por Ratas.
- Mejor Actor en el III Certamen de Cortos “Segundo de Chomón” por El hombre del saco.
- Mejor interpretación masculina en la XXXV Muestra Cinematográfica del Atlántico “Alcances 2003” por El hombre del saco.
- Mejor interpretación infantil en el II Festival de Cortometrajes por El viaje.